# Bremer Franzosenzeit

Wappen Bremens als Bonne ville de l’Empire français (1811–1813)

Die Bremer Franzosenzeit ist in der Geschichte Bremens die Zeit unter französischer Besatzung von 1806 bis 1814 in der allgemeinen Franzosenzeit auf deutschen Gebieten.

## Erste Seeblockaden

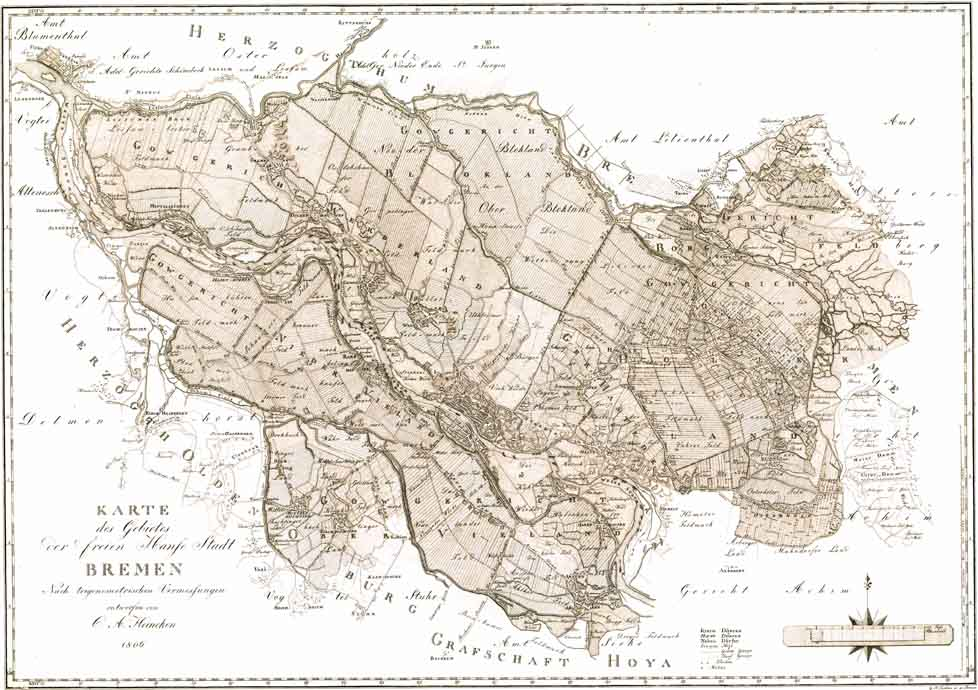
Plan von Bremen von 1806

Zur Durchsetzung der Kontinentalsperre, einer Wirtschaftsblockade über die britischen Inseln, führte 1803 Frankreich einen Krieg gegen Großbritannien und gegen das im gemeinsamen Herrscherhaus verbundene Kurfürstentum Hannover und besetzte Kurhannover im Sommer 1803. Frankreich beachtete zunächst noch die Neutralität von Bremen. Die Franzosen blockierten aber die Weser für den Seehandel nach Großbritannien. Bremische Schiffe liefen deshalb Emden und danach den Jadebusen an und die Ware wurde dann über den Landweg weiter transportiert. Senator Johann Vollmers verhandelte 1804 erfolgreich mit dem französischen Militärgouverneur in Hannover, General – später Marschall – Jean-Baptiste Bernadotte über eine Lockerung der Blockade. Die Seeblockade wurde im Oktober 1805 aufgehoben. Bremen musste vom November 1805 bis zum Juni 1806 preußische Truppen im Stadtgebiet dulden. Die Briten blockierten die Weser.

## Französische Besetzungen ab November 1806
Im Vierten Koalitionskrieg von 1806/07 siegte Kaiser Napoléon I. gegen Preußen. Bremen wurde am 20. November 1806 von französischen Truppen unter Marschall Édouard Adolphe Mortier besetzt. Britische Waren unterlagen der Meldepflicht, britische und schwedische Schiffe wurden festgesetzt. Mit der dann etablierten erneuten Kontinentalsperre verboten die Besatzer den Handel mit Großbritannien und beschlagnahmten alle britischen Waren in der Stadt. Im März 1807 musste Bremen 89.000 Taler zur Ablösung britischer Waren an Frankreich abführen. Britische Bürger wurden zu Kriegsgefangenen erklärt. Der in Hamburg residierende französische Gouverneur Marschall Brune wurde prunkvoll am 7. April 1807 in Bremen empfangen, aber die Schwierigkeiten mit Frankreich nahmen trotzdem zu. Französische Truppen wurden seit November 1807 in Bremen zu Lasten der Stadt einquartiert; Bremen nahm deshalb neue hohe Schulden auf, da auch der Handel erheblich beeinträchtigt war. Bremen musste zudem den Truppensold von monatlich 50.000 Talern tragen und sollte zudem 500 Seeleute für die Marine abstellen.
1807 wohnten in Bremen-Stadt rund 30.000 Bürger und 1810 in den bremischen Landgebieten 12.461 Einwohner.
Für Januar 1808 forderte der französische Gesandte Bourrienne die Einführung des Code Napoléon als Gesetzbuch. Eine bremische Deputation beriet darüber und verzögerte das Unterfangen. Die Aufgaben des bremischen Postwesens mussten im Januar 1808 an das von Marschall Joachim Murat geführte Großherzogtum Berg übertragen werden.
Im Februar 1808 wurden statt der Franzosen holländische Truppen einquartiert. Aufruhr oder Protest gegen die französische Oberherrschaft wurde mit dem Tod bedroht. Als am 5. August 1809 der Herzog Friedrich Wilhelm von Braunschweig mit seiner gegen Frankreich kämpfenden Schwarzen Schar nur für 24 Stunden durch Bremen zog, musste die Stadt dies danach durch hohe Reparationen an Frankreich büßen. Die mit Frankreich verbundene Westfälische Division zog in Bremen unter General Reubel ein, und hohe Geldzahlungen waren die Folge.
Napoleon Bonaparte wollte um 1809 die Hansestädte zunächst in den Rheinbund von 1806 eingliedern. Der Syndicus Heinrich Gröning verhandelte darüber. Am 31. Oktober 1809 verhandelten die Senatoren Johann Smidt und Johann Vollmers in Hamburg über Vorschläge Frankreichs über die Bildung eines Staates Villes Impériales Anséatiques mit französischem Kaiserwappen und als Mitglied im Rheinbund, ohne außenpolitische Kompetenz sowie unter anderem mit der Einführung des Code Napoléon und des Code de Commerce von 1807 (französisches Handelsgesetzbuch). Die Syndici von Hamburger (Doormann) und Bremen (Gröning) und Lübecks Senator Christian Adolph Overbeck verhandelten im Herbst 1809 in Paris und wurden durch Napoleon beruhigt; die Hansestädte sollten nur die Kontinentalsperre gegen Großbritannien konsequent mit durchsetzen. Durch den Wegfall des Handels mit Großbritannien erfuhren die Hansestädt aber große wirtschaftliche Einschränkungen.
Im Februar 1810 ersetzten wieder wechselnde französische Regimenter die Westfälische Division. Bremen musste die Truppe besolden. Im September 1810 hatte Bremen 120 Seeleute für die französische Marine zu stellen. Im Dezember 1810 reiste Senator Smidt nach Paris, um Erleichterungen der Besatzungskosten zu erreichen und Informationen über bevorstehende Annexionspläne der Franzosen zu erhalten. Mitte bis Ende Dezember 1810 wurde Smidt für Bremen und Dormann für Hamburg eröffnet, dass die drei Hansestädte und Norddeutschland ab Januar 1811 in das französische Kaiserreich eingegliedert werden sollten.
Gebildet wurden die vier Hanseatischen Departements mit dem Département de l’Ems-Supérieur (Ober-Ems, Hauptsitz Osnabrück), dem Département des Bouches de l’Elbe (Departement der Elbmündung(en), Hauptsitz Hamburg) und dem Département des Bouches du Weser (Departement der Wesermündungen, Hauptsitz Bremen). Lübeck wurde Hauptort eines Arrondissement im Département des Bouches de l’Elbe. Bremen, Hamburg und Lübeck wurden als Bonne ville de l’Empire français bezeichnet.

## Bremen im Departement der Wesermündungen

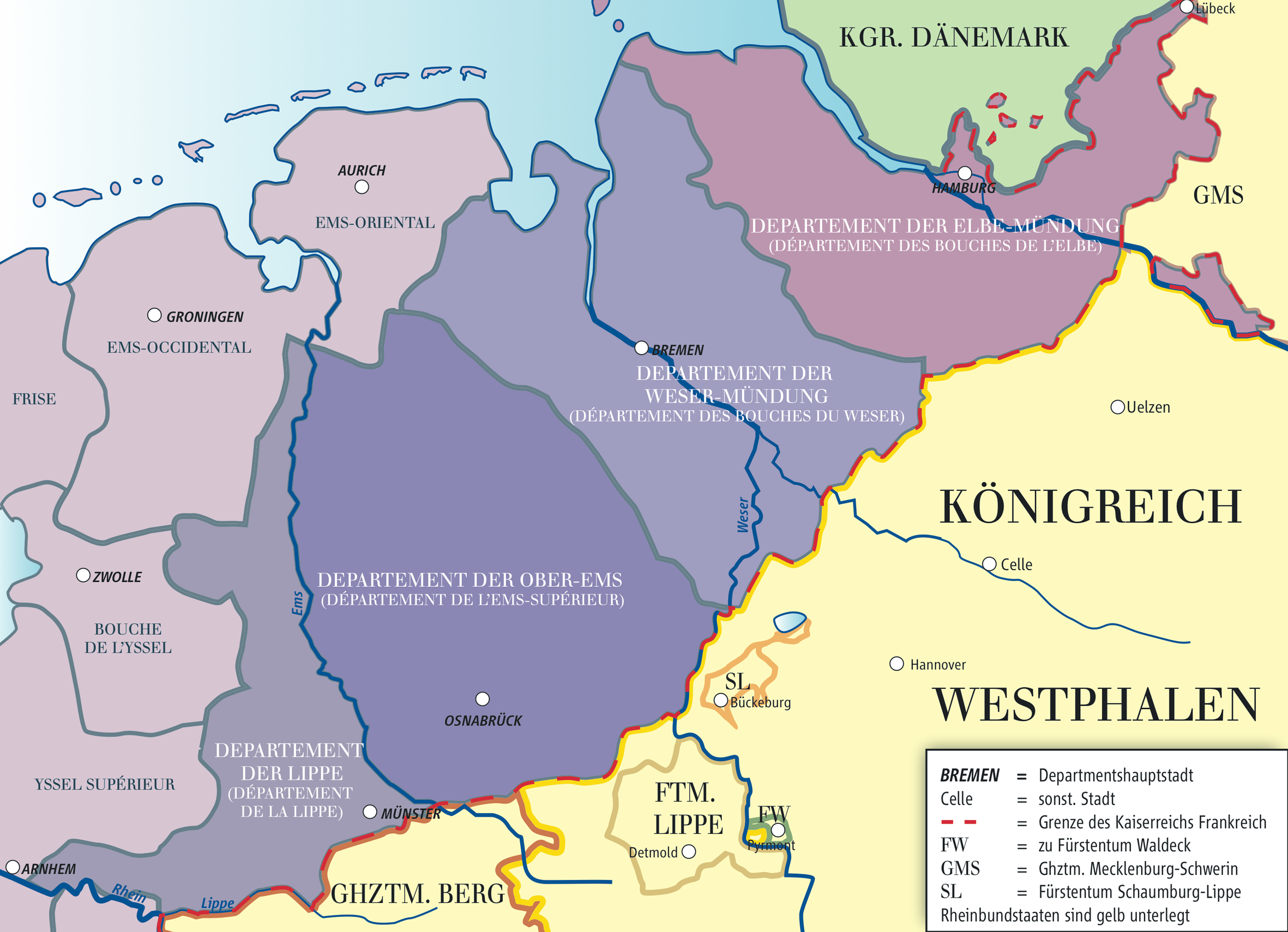
Die Hanseatischen Departements

Das Departement der Wesermündungen oder französisch Département des Bouches du Weser entstand als eines der drei hanseatischen Departements am 1. Januar 1811. Die Reichsstadt Bremen, Teile des Herzogtums Bremen, Herzogtum Oldenburg und Delmenhorst, Herzogtum Verden, Teile des Fürstentums Lüneburg sowie Teile der Grafschaft Hoya gehörten zum Departement.
Napoleon unterstanden der Oberkommandierende der Armee und der Generalgouverneur der nordwestdeutschen Departements.
Präfekt des Wesermündungsdepartements war bis zum 17. Oktober 1813 Philipp Karl Graf von Arberg, früher Kammerherr von Napoleon; Unterpräfekt war der spätere Senator Johann Pavenstedt.
In Hamburg befand sich der hohe kaiserliche Gerichtshof (haute cour impériale) als oberstes Gericht der hanseatischen Departements.

### Bremer Geschichte im Departement

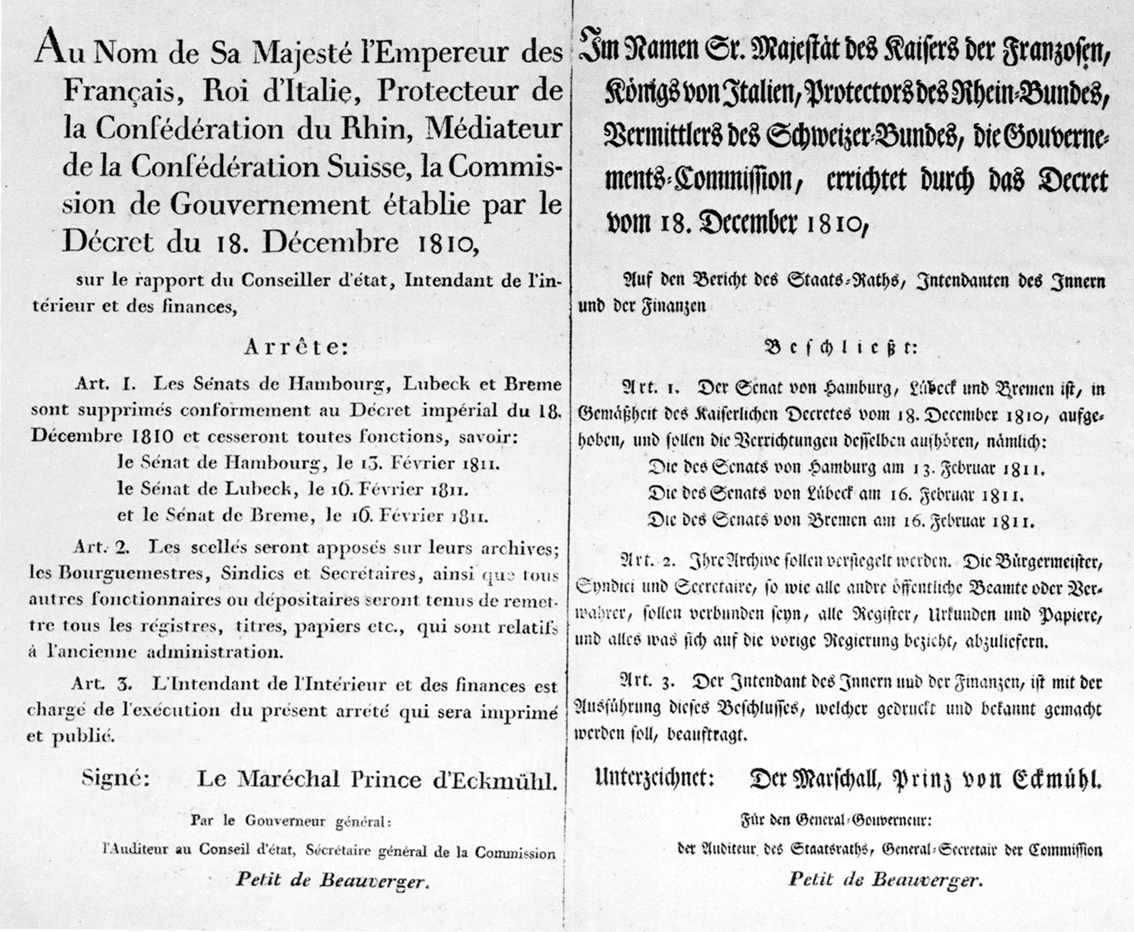
Dekret zur Auflösung des Bremer Rates vom 10. Februar 1811, unterzeichnet von Davout als Le Maréchal Prince d’Eckmühl

Bremen war die Hauptstadt des Departements. Der Bremer Rat wurde durch ein kaiserliches Décret vom 18. Dezember 1810 aufgelöst. Sehr bald wurde die bremische Kommunalverfassung dem französischen Muster angepasst. Bremen gliederte sich in die drei Stadtkantone Westbremen, Ostbremen und Neustadt sowie im damaligen bremischen Landgebiet in die Landkantone Arsten, Woltmershausen, Walle, Hastedt, Borgfeld und Oberneuland. Hemelingen gehörte zum Kanton Verden. Die Gebiete in und um das heutige Bremerhaven waren im Distrikt Bremerlehe, dem u. a. auch der heutige Stadtteil Vegesack und Osterholz (mit Blumenthal) als Kanton angehörten.
Die Bremer Oberschicht empfand die Franzosenzeit als Bedrückung oder wie es später hieß als „Leidenszeit“. Sie verlor ihre Privilegien. Die Bürgermeister Christian Abraham Heineken, Daniel Klugkist und Heinrich Lampe, Franz Tidemann, einige Senatoren wie Smith, Iken und Dr. Simon Hermann Nonnen sowie leitende Beamte verloren Amt und Pension. Als Kollaborateure wurden jene bezeichnet, die zu eng mit den Franzosen zusammenarbeiteten. Die Mittel- und die Unterschicht standen dem relativ gleichgültig gegenüber, einige wenige begrüßten die französischen Fortschritte.
Provisorischer Bürgermeister wurde Klugkist, der am 1. Juli 1811 zurücktrat, da vieles durch den Präfekt bestimmt wurde. Als Nachfolger wurde Dr. Wilhelm Ernst Wichelhausen, Professor am Gymnasium Illustre in Bremen, ernannt, und Nonnen war sein Adjunkt. Das Amt des Maire (Bürgermeister) war sehr undankbar; er war Vertreter der herrschenden Macht und sollte aber auch die bedrängten Bürger der Stadt vertreten.
Der Munizipalrat (Gemeinderat) bestand aus 24 Mitgliedern. Er wurde am 20. August 1811 durch den Präfekt vereidigt. Das neue Kommunalwappen zeigte auf goldenem Feld den Bremer Schlüssel und darüber die drei goldenen Bienen Napoleons sowie den französischen Adler auf einer Mauerkrone. Justiz und Verwaltung wurden getrennt. Aus ehemaligen Senatoren wurde in Bremen wie in den anderen Hansestädten ein Obergericht für Zivil- und für Strafsachen gebildet, das ein französischer Kommissar kontrollierte.
Im Handwerk wurden die Zünfte abgeschafft. Für den Handel war nun nicht mehr das Collegium Seniorum der Elterleute in Bremen zuständig, sondern eine Handelskammer (Chambre de Commerce), das Handelsgericht (Tribunal de Commerce) und die Handelsbörse (Bourse de Commerce). Der Bremer Syndicus (nun Munizipalrat und Präfekturrat) Christian Hermann Schöne war mit der Organisation der Veränderungen beauftragt.
Der Seehandel zur Nordsee war gesperrt, sodass nur der Handel über die Ostsee sowie über Kanäle und auf dem Landwege möglich blieb. Die Schmuggelei, vor allem über die britische Insel Helgoland, hatte größere Bedeutung. Die diversen französischen Binnenzölle verteuerten die Waren erheblich. Der Tabakhandel kam zum Erliegen. Die Zuckerraffinerien mussten auf Zuckerrüben statt Zuckerrohr umstellen. Die Bremer Wirtschaft erlebte ihren Tiefpunkt.

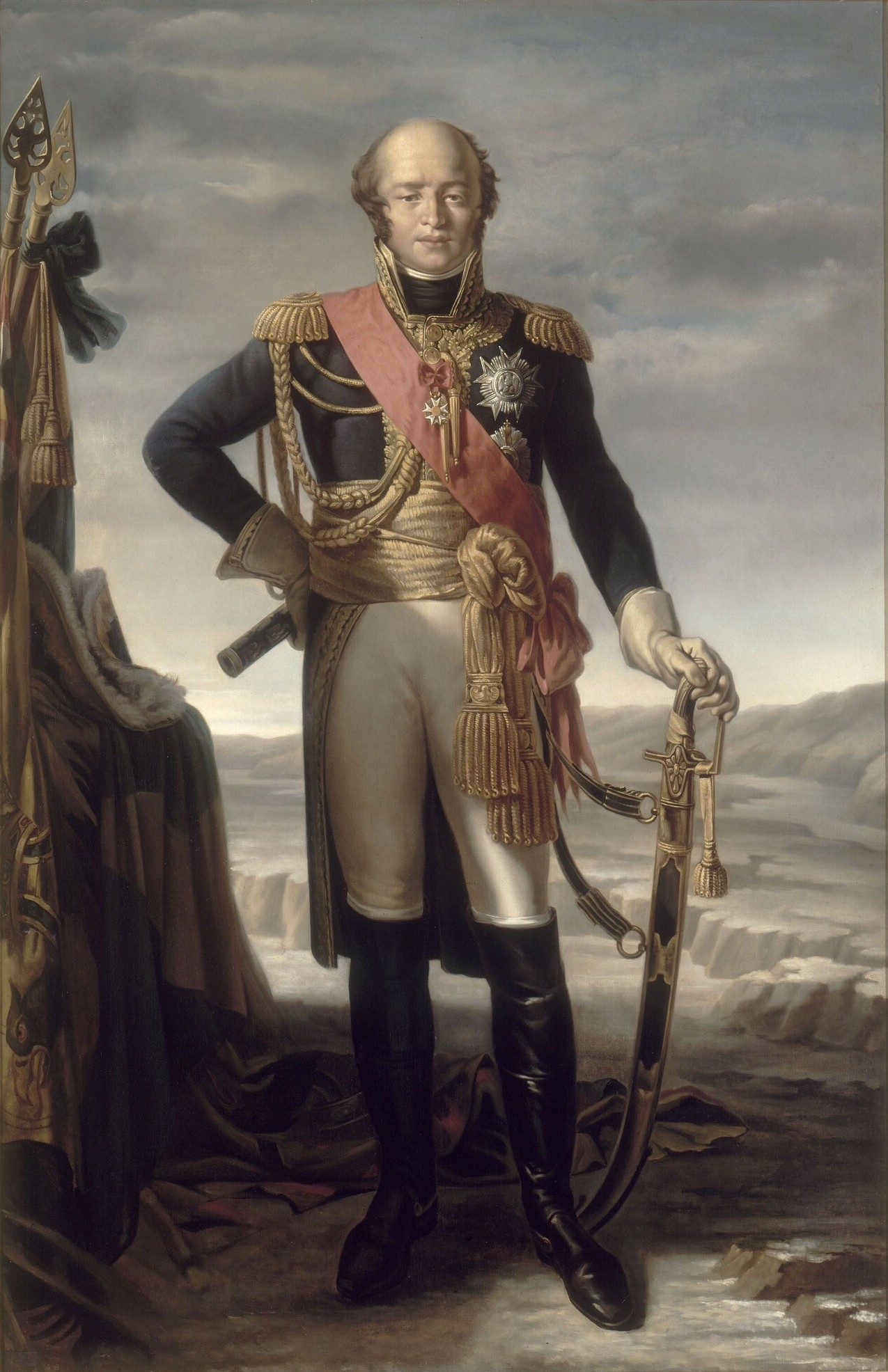
Marschall Davout

Die alten Steuern wurden ersetzt durch Grund-, Mobiliar-, Türen-, Fenster-, Stempel- und Personensteuer sowie Munizipalabgaben und Patentgebühren (Gewerbesteuer). Die kaiserliche Tabakregie war wegen der hohen Monopolpreise äußerst unbeliebt. Die Entfernung des Bremer Rolands konnte Wichelhausen verhindern, sei er doch nur als St. Roland ein Schutzpatron der Stadt.
Französische Geheimpolizei, hohe Steuern und Abgaben an die Zentralregierung sowie die Aushebung von Soldaten, vor allem die Konskription von 325 Seeleuten für die Marine, ließen die Franzosenzeit als Zeit der Unterdrückung erscheinen. Für das 128. Linienregiment musste das Departement zwei Bataillone mit unverheirateten jungen Bürgern stellen, davon 175 aus der Stadt Bremen. Das Regiment hatte hohe Verluste beim Russlandfeldzug von 1812/13 zu verzeichnen.

## Die Befreiung

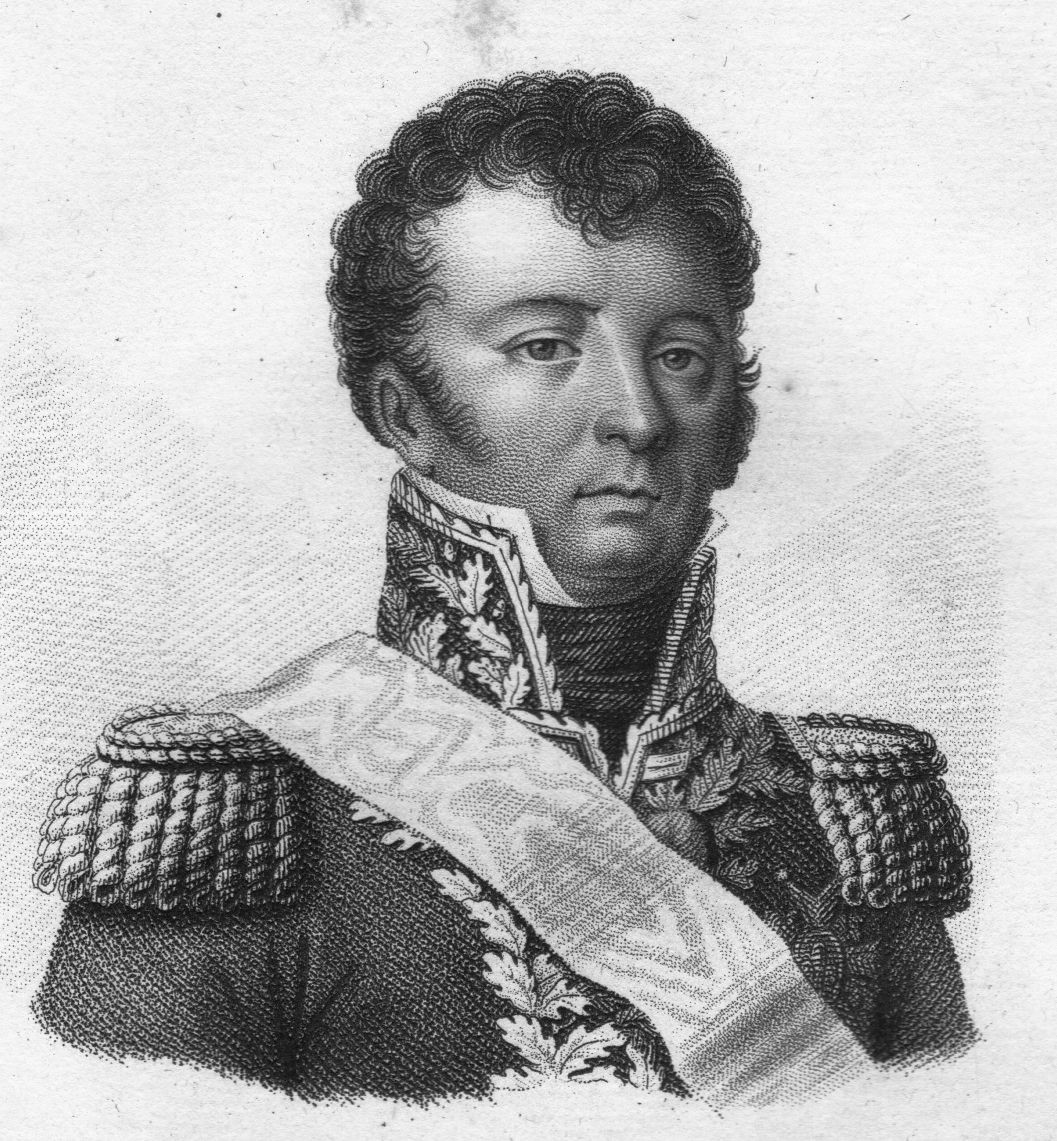
General Vandamme

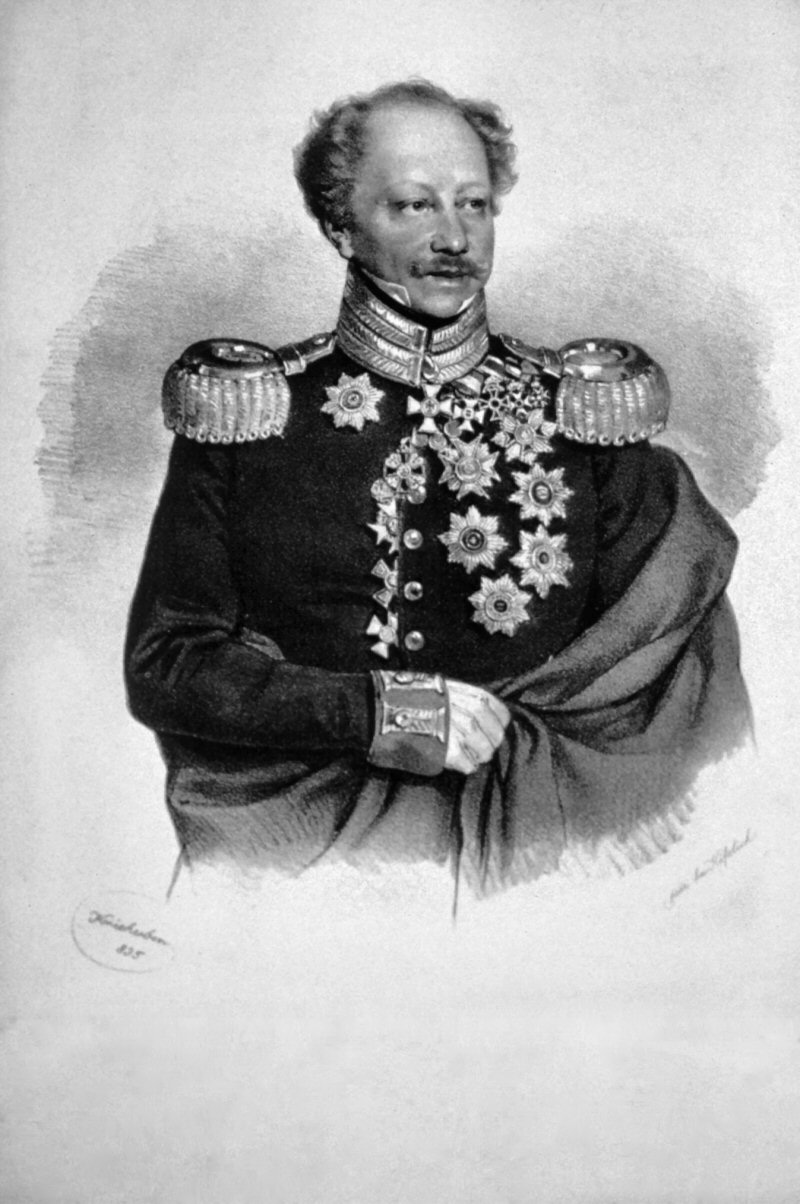
General von Tettenborn

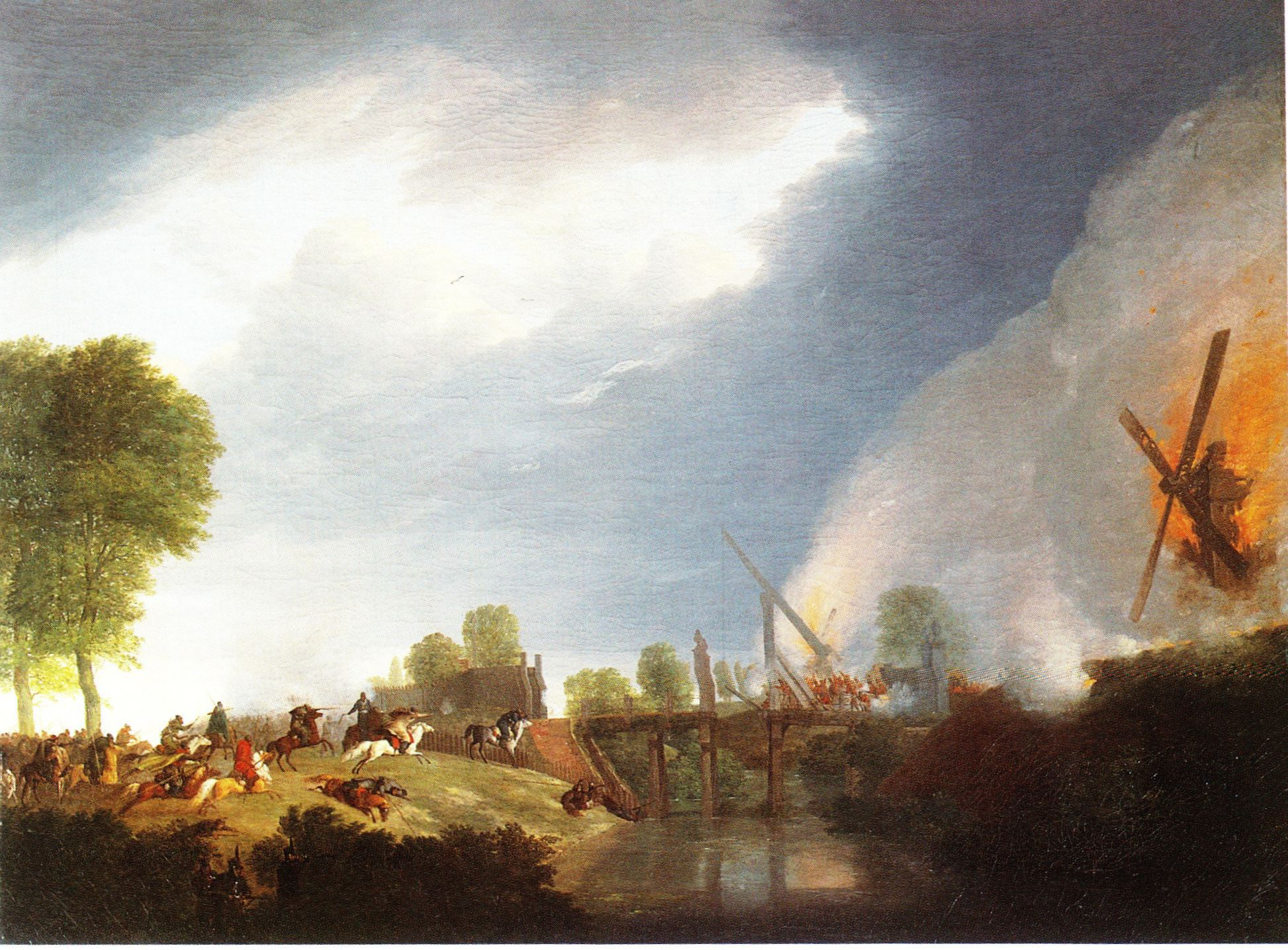
1813: Sturm des Ostertors durch die Kosaken

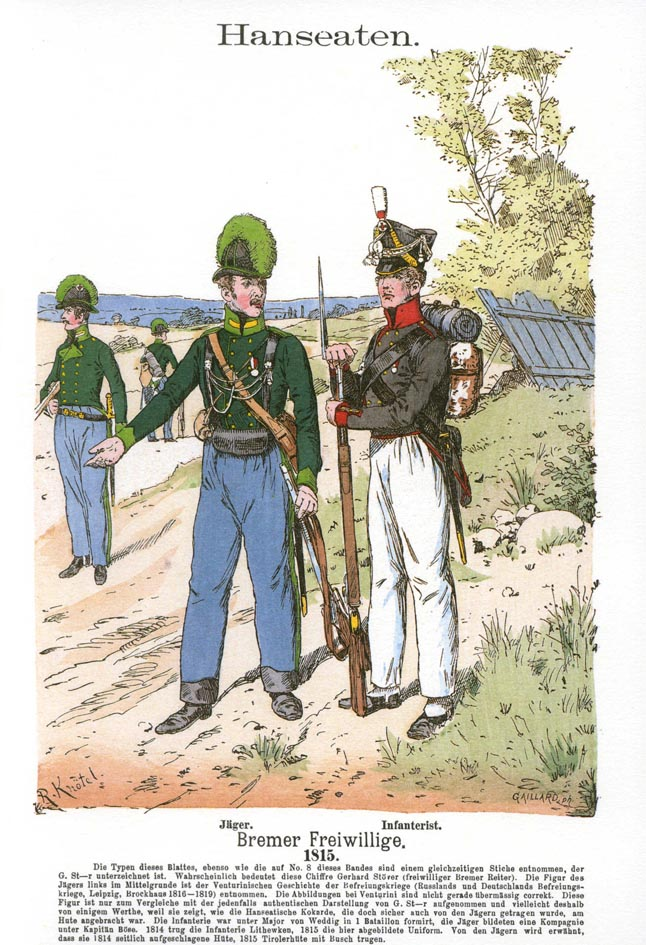
Links: Bremer Jäger um 1814

Die Niederlagen beim Russlandfeldzug von 1812/13 verstärkten die vom kaiserlichen Innenministerium beobachtete Franzosenfeindlichkeit der unteren Schichten. Nach den ersten Unruhen in Bremen vom 15. März 1813 verhängte am 20. März der General Jean Francois Saint-Cyr über Bremen den Belagerungszustand. Die Generäle Dominique Joseph Vandamme als oberster Kommandeur sowie Saint-Cyr und Joseph Morand befehligten im Raum um Bremen vier Divisionen. In der Stadt lagen 1500 und in der Umgebung 2000 französische Soldaten. Kleine Kampfhandlungen waren im März 1813 in Lehe zu verzeichnen.
Mit dem Gefecht bei Lüneburg begannen am 2. April 1813 die ersten größeren Kampfhandlungen der verbündeten Preußen und Russen gegen ein französisches Korps. Mit dem Gefecht an der Nettelnburger Schleuse am 28./30. Mai 1813 in den Hamburger Vororten Nettelnburg und Ochsenwerder verstärkten sich die erfolgreichen Kampfhandlungen.
Am 23. April kam Marschall Louis-Nicolas Davout, Generalgouverneur des Départements des Bouches de l’Elbe nach Bremen und rückte danach in die bis dahin von dem russischen Generalmajor Friedrich Karl von Tettenborn besetzte Stadt Hamburg ein. Darauf focht Tettenborn unter General Ludwig von Wallmoden-Gimborn, Befehlshaber der Russisch-Deutschen Legion, gegen Davout und gegen General Marc Nicolas Louis Pécheux. Bei der Schlacht an der Göhrde vom 16. September konnten die zahlenmäßig deutlich überlegenen preußischen, russischen und hannoverschen Truppen siegen und strategisch in Norddeutschland einen entscheidenden Vorteil erringen.
Am 13. Oktober zog Tettenborn von Boitzenburg aus über Verden mit 440 Mann Kavallerie, 330 Mann Infanterie und 800 Kosaken vor die Mauern der Stadt, nahm am 15. Oktober die förmliche Kapitulation der französischen Besatzung entgegen, ließ sich feierlich von Bremer Beamten die Schlüssel der Stadt übergeben und rückte am Tag darauf in Bremen mit seiner Reiterei ein. Am 18. Oktober musste er noch einmal vor den in Bremen einziehenden Truppen des Generals Lauberdière zurückweichen. Napoleon hatte aber bereits am 16. Oktober die Völkerschlacht bei Leipzig verloren und die Franzosen verließen daraufhin am 25. Oktober endgültig die Stadt. Das Journal des Departements stellte sein Erscheinen im Oktober ein und die Neue Bremer Zeitung kam heraus.
Am 4. November 1813 erreichte Tettenborn wieder Bremen. Er arbeitete mit einigen Bremern zusammen und leitete erste Maßnahmen zur Befriedung ein mit der Einsetzung einer provisorischen Regierungskommission, bestehend aus sieben Senatoren. Tettenborn hatte dazu keine rechtliche Kompetenz. Syndicus Dr. Christian Hermann Schöne und 26 Bürgerschaftsmitglieder berieten den neuen Senat. Bereits am 6. November 1813 konstituierte sich der Rat der Stadt neu und führte das alte Bremer Stadtrecht wieder ein. Das alte Steuerrecht, der Schoß, galt wieder. Das veraltete Lehenswesen in Bremen wurde im Dezember 1813 wieder, mit den Meierrechten von vor 1811, eingeführt. Wichelhausen musste sein Amt als Maire niederlegen, im Senat fand er keine Aufnahme und so wurde er Postmeister von Bremen. Frühere „Franzosenfreunde“ wurden – teils heftig – kritisiert.
Es bildete sich eine Freiwilligentruppe und Tettenborn ernannte Major Max von Eelking und Major Christian August von Weddig zu den Befehlshabern eines Kavallerie- und eines Feldbataillons (Infanterie). „Hauptmann“ Heinrich Böse  gründete aus eigenen Mitteln das Freiwillige Bremische Jäger-Korps mit 75 Mann, das im Februar 1814 zum Kampf ausrückte, aber nicht mehr zu Kampfeinsatz kam.
Der Kronprinz von Schweden und frühere Marschall von Frankreich Bernadotte und der Herzog von Oldenburg Peter Friedrich Ludwig besuchten noch Ende 1813 das befreite Bremen. Aus dem noch besetzten Hamburg wurden über 1000 Flüchtlinge aufgenommen.
Am 10. April 1814 läuteten in Bremen alle Glocken, um den Sieg und die Besetzung von Paris zu feiern.

## Bremen wird ein souveräner Staat

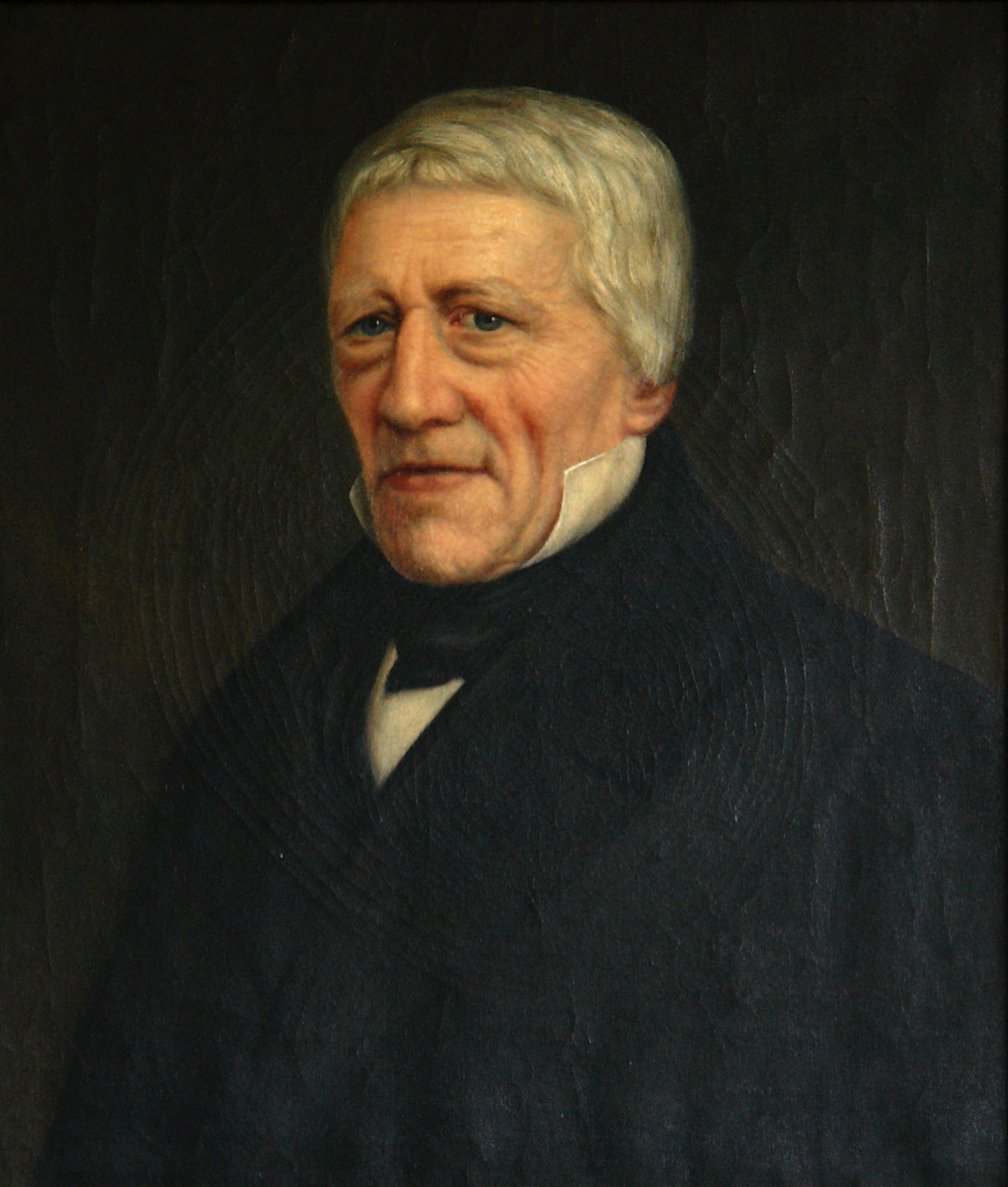
Johann Smidt um 1848

Bereits am 11. November 1813 fuhren die Senatoren Smidt und Dr. Post mit dem Sekretär Dr. Johann Carl Friedrich Gildemeister nach Hannover zu Bernadotte, um Bremens Selbständigkeit zu festigen. Der preußische Konsul Delius verhandelte im Auftrag von Heinrich Friedrich Karl vom und zum Stein in Bremen über Zuschüsse Bremens zu den Kriegslasten. Stein schickte Smidt, begleitet von Gildemeister und den Hamburger Vertretern des „Hanseatischen Directoriums“ Friedrich Christoph Perthes und Karl Sieveking zum Großen Hauptquartier der Alliierten in Frankfurt am Main, um die Selbständigkeit von Bremen und Hamburg zu erreichen. Smidt reiste über ein halbes Jahr, zumeist dem Großen Hauptquartier folgend, von Frankfurt nach Freiburg im Breisgau, Basel, Troyes und Paris, und er konnte bei Metternich sowie von Russland und England Zustimmung für die hanseatischen Positionen bewirken. In Toyes und Paris waren auch die Hansestädte Hamburg und Lübeck vertreten. Bereits im Dezember 1813 garantierte der König von Preußen durch ein Schreiben von Wilhelm von Humboldt die Bremer Souveränität.
Bremen entsandte 1814/15 Senator Smidt als diplomatischen Vertreter Bremens zum Wiener Kongress. 1815 kehrte Napoleon noch einmal von Elba nach Frankreich zurück; die Herrschaft der Hundert Tage begann. Der Kongress wurde fortgesetzt. Die drei Hansestädte traten der Allianz der Großmächte gegen Napoleon sofort bei. Bremen hatte sich verpflichtet, 3000 Soldaten für die Koalitionsarmee bereitzustellen. Die Bremer Landwehr unter Major von Weddig, verstärkt durch weitere Soldaten, zog in den neuen Krieg gegen Napoleon, den dieser am 18. Juni 1815 in der Schlacht bei Waterloo verlor.
Ein neues Kaiserreich mit einem Österreicher als Kaiser, wie es noch Smidt wünschte, entstand gegen den Widerstand von Preußen nicht. Smidt wirkte an der Deutschen Bundesakte mit. Der Deutsche Bund wurde als „Ersatz“ in der Form eines Staatenbundes am 8./9. Juni 1815 gegründet. Die Freie Hansestadt Bremen wurde, wie Hamburg und Lübeck, als souveräner Staat einer der 38 Mitgliedsstaaten.
In Bremen regierten seit 1813/14 die vier Bürgermeister Heinrich Lampe, Christian Abraham Heineken, Daniel Klugkist († 1814, es folgte Georg Gröning) und Franz Tidemann. Im Senat gab es 1814 zudem 20 Senatoren. Der erfolgreiche Senator Johann Smidt wurde 1821 Bremens Bürgermeister.